# 树莓派基金会

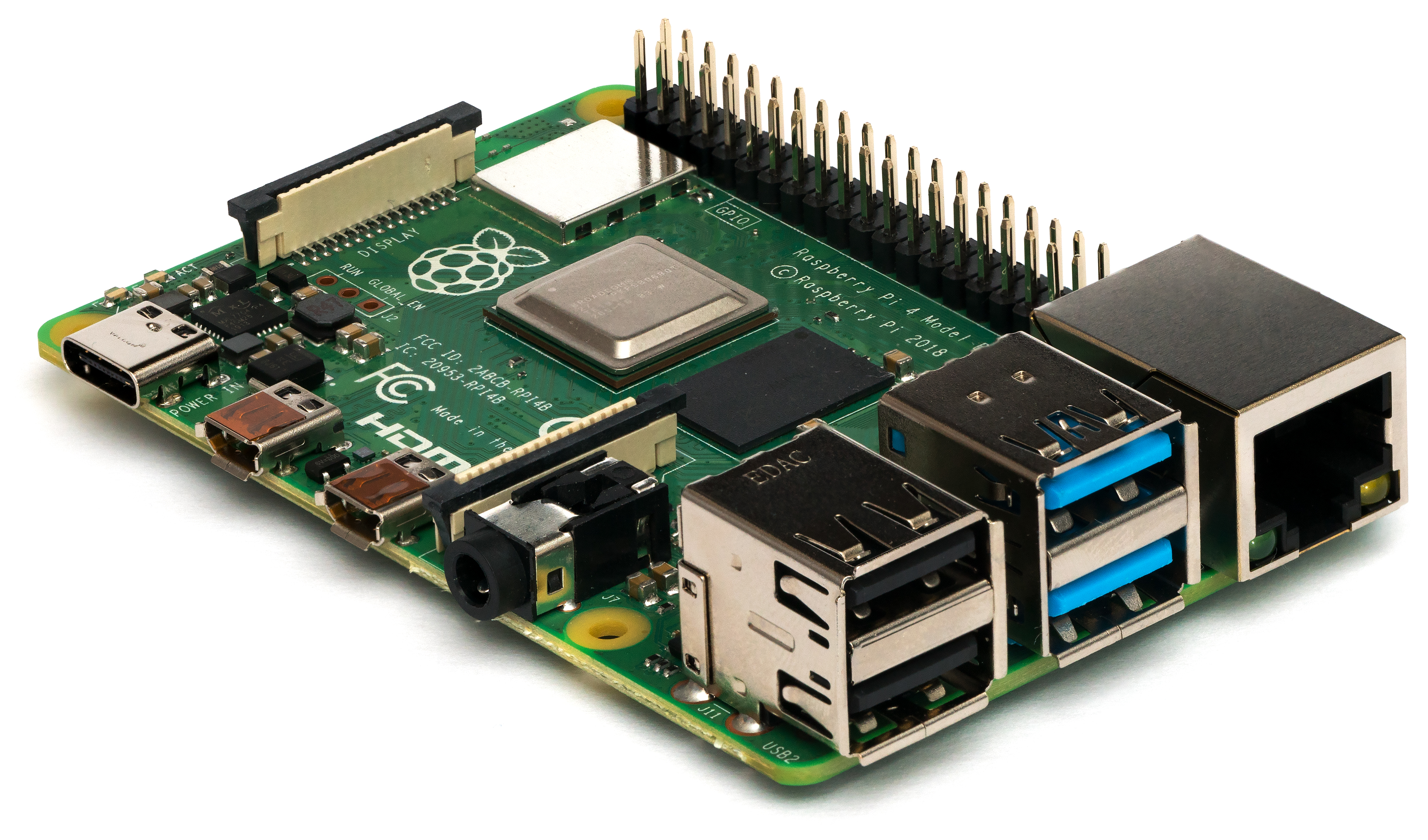
Raspberry Pi 4 Model B

树莓派基金会（英語：Raspberry Pi Foundation）是一家成立于2009年慈善机构，旨在促进学校对基础计算机科学的教育。该基金会开发了一款名为树莓派（Raspberry Pi）的单片机电脑，其为英国有史以来最畅销的个人电脑。

## 简介
树莓派基金会是在英格兰和威尔士慈善委员会注册的慈善组织。其董事会于2008年成立，并于于2009年5月在英国剑桥郡注册成立。2016年，基金会将总部迁至剑桥市的车站路。该基金会由剑桥大学计算机实验室和博通公司资助。

## 杂志
树莓派基金会出版了四种杂志，其中《The MagPi》是树莓派的官方杂志。《Hello World》是一本计算与电子类杂志，于2017年1月首次出版。 《Wireframe》于2018年11月推出，是一本关于视频游戏和视频游戏开发的杂志。2019年2月起，树莓派基金会接管了英国计算机杂志《Custom PC》。

## Raspberry Pi 树莓派
树莓派是基於Linux的单片机電腦，由英國树莓派基金會開發，目的是以低價硬體及自由軟體促进学校的基本电脑科学教育。
根据树莓派基金会，截至2015年2月，已经售出超过500万台树莓派，成为最畅销的英国电脑。 截至2016年11月，累计售出1100万台树莓派。截至2017年3月，累计售出1250万台树莓派，成为最畅销的通用计算机。 截至2017年7月，累计售出1500万台树莓派。 截至2018年3月，累计售出1900万台树莓派。截至2019年12月，累计售出3000万台树莓派。